# شهرستان شینگهای
شهرستان شینگهای (به لاتین: Xinghai County) یک شهرستان‌های جمهوری خلق چین در چین است که در ولایت خودمختار هاینان تبتی واقع شده‌است.